# Usina Hidrelétrica de Salto Santiago
A Usina Hidrelétrica de Salto Santiago está localizada no estado do Paraná, no município de Saudade do Iguaçu (a 40 km de Laranjeiras do Sul), no rio Rio Iguaçu. 

## Características
Entrou em operação em 1980 e tem uma capacidade instalada de 1.420 mW. Pertencia à estatal Eletrosul Centrais Elétricas S.A até 1997, mas durante o segundo mandato do presidente Fernando Henrique Cardoso foi privatizada juntamente com todo o parque gerador da Eletrosul. O parque gerador era composto por 5 usinas termelétricas, 3 usinas hidrelétricas e duas usinas hidrelétricas em construção. Era a maior usina da Eletrosul e é uma das maiores usinas hidrelétricas do sul do Brasil.

## Dados técnicos

### Características hidrológicas
- Área da bacia hidrográfica: 43.330 km²
- Área do reservatório: 208 km²
- Vazão média anual: 902 m³/s
- Vazão nominal por unidade: 346 m³/s
- Volume acumulado útil: 4.094 hm³
- Queda bruta: 106 m
- Coordenadas 25º47'S  52º6'O

### Características das obras civis
- Descarga máxima dos vertedouros 24.000 m³/s
- Barragem:

Tipo: Enroncamento

Altura máxima: 80 m

Comprimento: 1.400 m

### Potência instalada
Potência total (1ª etapa) 1.332.000 kW (1.332 Megawats)

Após repotenciação 1.420.000 kW (1.420 Megawats)

### Equipamentos
- 4 Turbinas tipo Francis

Potência nominal unitária: 460.000 CV 
- 4 Geradores

Potência nominal unitária: 369.800 kVA

Fator de potência: 0,96 
- 2 Bancos transformadores monofásicos com Capacidade nominal unitária 233 mVA
- 6 Condutos forçados (inclusos das futuras unidades)

Diâmetro: 7,6 m 
- 8 Comportas radiais dos vertedouros de dimensões 21,5 x 15,3 m

### Entrada em operação
- Unidade 1 31/12/1980
- Unidade 2 30/07/1981
- Unidade 3 25/02/1982
- Unidade 4 16/09/1982